# Кордеро ди Монтедземоло, Лука
Лу́ка Корде́ро ди Монтедзе́моло (итал. Luca Cordero di Montezemolo) (род. 31 августа 1947 года, Болонья, Италия) — президент и председатель совета директоров Ferrari. С 2004 по 21 апреля 2010 года был президентом Fiat Group, в данный момент входит в состав правления.

## Биография
Родился в семье Массимо Кордеро дей Маркези ди Монтедземоло (итал. Massimo Cordero dei Marchesi di Montezemolo, 1920—2009) и Клотильды Нери (итал. Clotilde Neri, 1922), племянницы известного итальянского невролога Винченцо Нери (итал. Vincenzo Neri). Принадлежит к известной Савойской династии, среди других современных представителей которой кардинал Андреа Кордеро Ланца ди Монтедземоло и полковник Джузеппе Кордеро Ланца ди Монтедземоло (итал. Giuseppe Cordero Lanza di Montezemolo).

## Студенческие годы
Поступил в Военно-морское училище Франческо Морозини в Венеции, но не закончил, и перевелся в Институт Массимильано Массимо в Риме. В 1971 году окончил Римский университет Ла Сапиенца по курсу Юриспруденция, а позже посещал курсы международного права в Колумбийском Университете Нью-Йорка. Начал свою карьеру в юридической компании Chiomenti в Риме и Bergreen & Bergreen в Нью-Йорке.

## Работа в Ferrari
В 1973 году Лука становится помощником Энцо Феррари, и руководителем команды Феррари в Формуле 1. Под его руководством Феррари выигрывает кубок конструкторов в 1975, 1976, 1977 году, а Ники Лауда дважды становится чемпионом мира в 1975 и 1977 году.

## Fiat
В 1977 году Лука стал старшим менеджером Фиата, ответственным за международные отношения, и проработал на этом посту до 1981 года. В дальнейшем работал генеральном директором компании Itedi (холдинговая издательская компания контролирующая туринскую газету La Stampa).
В 1982 году ведет подготовку команды Azzura для выступления в парусной регате Кубок Америки.
С 1984 по 1986 год занимал должность исполнительного директора в компании Cinzano International. А в 1985 году возглавляет оргкомитет по подготовке чемпионата мира по футболу в Италии. Также в 1990 году занял должность исполнительного вице-президента Ювентуса.
С 1990 по 1992 год генеральный директор RCS Video, под его руководством RCS выкупает 3,6 % процентов акций Carolco Pictures.
Позднее стал членом совета директоров ведущего французского канала TF1.

## Возвращение в Ferrari

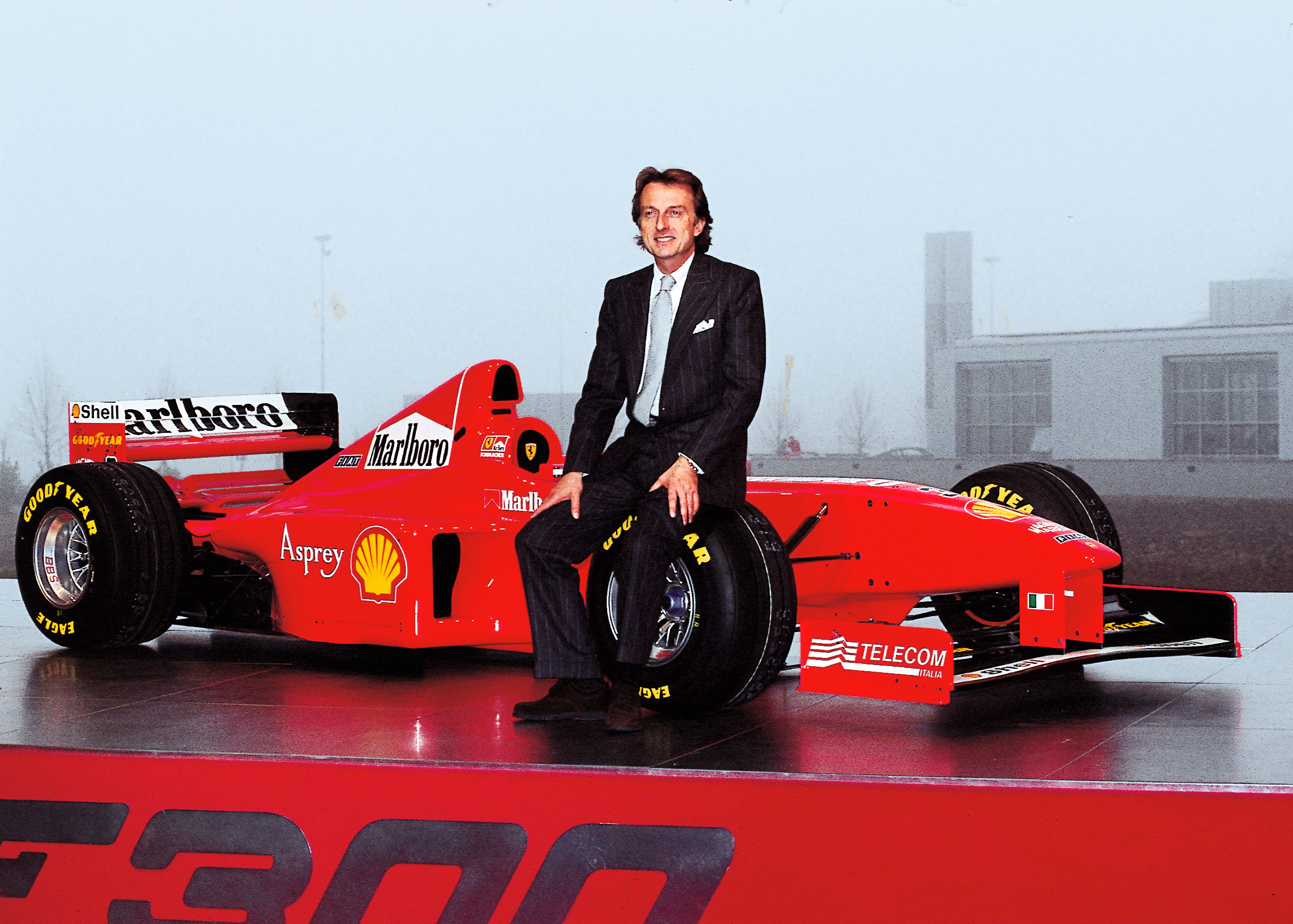

В ноябре 1991 года по решению Джованни Аньелли Лука возвращается в Ferrari в качестве президента и приглашает на место исполнительного директора Жана Тодта. За время его правления Феррари 8 раз завоевывает кубок конструкторов, а пилоты команды 6 раз становятся чемпионами мира. При этом чемпионский титул 2000-го года был завоеван спустя 21 год (в последний раз в 1979 г.), а кубок конструкторов 1999-го года — спустя 16 лет (в последний раз в 1983 г.).
10 сентября 2014 года Лука объявил о своей отставке.

## Alitalia
В ноябре 2014 года Alitalia подтвердила назначение Луки президентом (председателем правления без исполнительных функций) новой объединенной компании после того, как Etihad Airways завершит покупку 49% акций итальянского национального авиаперевозчика

## Работа в других направлениях
С 1997 по 2005 годы Лука ди Монтедземоло возглавляет Maserati. 27 мая 2004 года стал президентом бизнес-лобби Confindustria.
28 мая 2004 года после смерти Умберто Аньелли становится президентом Fiat Group.

## Награды
2 июня 1988 года Луке ди Монтедземоло было присуждено звание командора ордена «За заслуги перед Итальянской Республикой». Через десять лет он становится кавалером итальянского ордена «За заслуги в труде».
22 октября 2002 года Лука стал великим офицером ордена «За заслуги перед Итальянской Республикой».
3 декабря 2008 году лично из рук Николя Саркози, президента Франции, в Елисейском дворце Парижа были вручены знаки командора ордена Почётного легиона.
В ноябре 2009 года в Берлине Луке была вручена одна из самых престижных наград в автомобильном мире — приз Золотой Руль.